# Arhitectura otomană

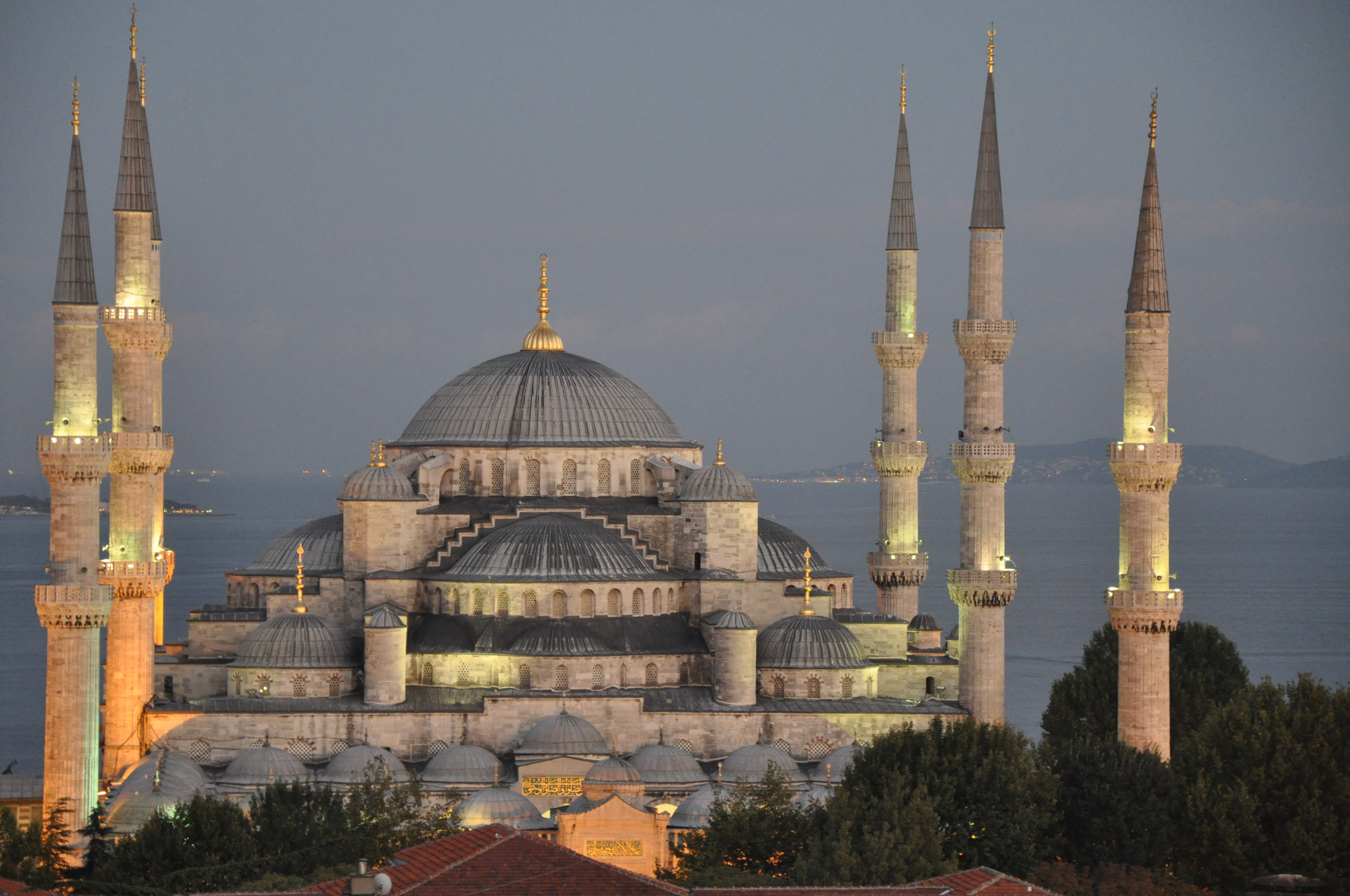
Moscheea Albastră din Istanbul, exemplu de arhitectură otomană.

Arhitectura otomană este arhitectura  dezvoltată în cadrul Imperiului Otoman, care a apărut în Bursa și Edirne, între secolele XIV și XV. Arhitectura  Imperiului Otoman, dezvoltată din arhitectura selgiucizilor , a fost influențată de arhitectura islamică , iraniană , precum și tradițiile bizantine după cucerirea Constantinopolului de către turci.
După aproape 400 de ani de arhitectură bizantină, artefactele  precum biserica Hagia Sophia au servit ca modele pentru mulți dintre arhitecții care au lăsat în urmă unele dintre cele mai spectaculoase moschei otomane. În general, arhitectura otomană a fost descrisă ca arhitectură otomană sintetizat cu tradițiile arhitecturale ale Mediteranei și Orientul Mijlociu.
În timpul Imperiului Otoman, turcii au atins cel mai înalt nivel al dezvoltării arhitecturi de până atunci. Ei au însușit tehnica de a construi spații vaste interioare închise de domuri masive, au realizat o armonie perfecta intre spatiile interioare si exterioare, precum și o lumină și umbră articulat. Arhitectura religioasă islamică, care până atunci a constat în clădiri simple, cu decoratiuni extinse, a fost transformată de către otomani printr-un vocabular arhitectural dinamic de bolti, cupole, domuri, semi-domuri și coloane. Moscheea a fost transformată dintr-o cameră înghesuită și întunecată cu arabescul acoperind toți pereții într-un sanctuar de echilibru estetic și tehnic, eleganța rafinată și o aluzie la transcendență cerescă.
În patria lor în Asia Centrală, turci trăiau în ceea ce putem numi domuri, cum ar fi corturi adecvate pentru mediul lor natural. Aceste corturi au influențat mai târziu arhitectura turcească și artele lor decorative.  Selgiucizii ajunși în Iran, au întâlnit o arhitectură bazată pe tradiții vechi. Integrarea acestui lucru cu elemente din tradițiile lor proprii, selgiucizii au  produs noi tipuri de structuri, mai ales medrese (școli teologice musulmane). Medrese de fabricație - cunoscut sub numele de Nizāmīyah - au fost construite în secolul al XI lea de către celebrul ministru Nizam Al-Mulk.
Cele mai importante sunt cele trei medreses: Guvernul de la Nishapur, Tus și Bagdad și Medrese Hargerd în Khorasan. Un alt domeniu în care selgiucizii a contribuit a fost arhitectura monumentelor funerare. Acestea pot fi împărțite în două tipuri: casele și marele dom-cum ar fi mausolee (numite Türbes).
Sharif Ribat- și Anushirvan Ribat-e sunt exemple care au supraviețuit secolului al XII lea al selgiucizii, care au oferit adapost pentru calatori. Clădirile  selgiucizilor  în general, de caramida, in timp ce peretii interiori si exteriori eraz decorați dintr-un material realizat prin amestecarea de marmură, praf, var și ipsos. În clădirile tipice perioadei de selgiucizilor anatolieni, materiale de construcție a fost din lemn așeyat orizontal, cu excepția  ferestrelor și ușilor în cazul în care coloanele au fost considerate mai mult decorativ.
Odată cu înființarea  Imperiului Otoman, 1300-145, acești  ani constituie și începutul primei perioade a arhitecturii otomae, atunci când arta otomană era încă în căutare de idei noi. Această perioadă a fost martoră a trei tipuri de moschei: moschei diferențiate, cu o singură cupolă și unghi sub linie. Moscheea Haci Özbek  (1333) în Iznik, este primul centru important al arhitecturii otomane, este primul exemplu de moschee cu un singur dom.

## Perioada Bursa  (1299-1437)

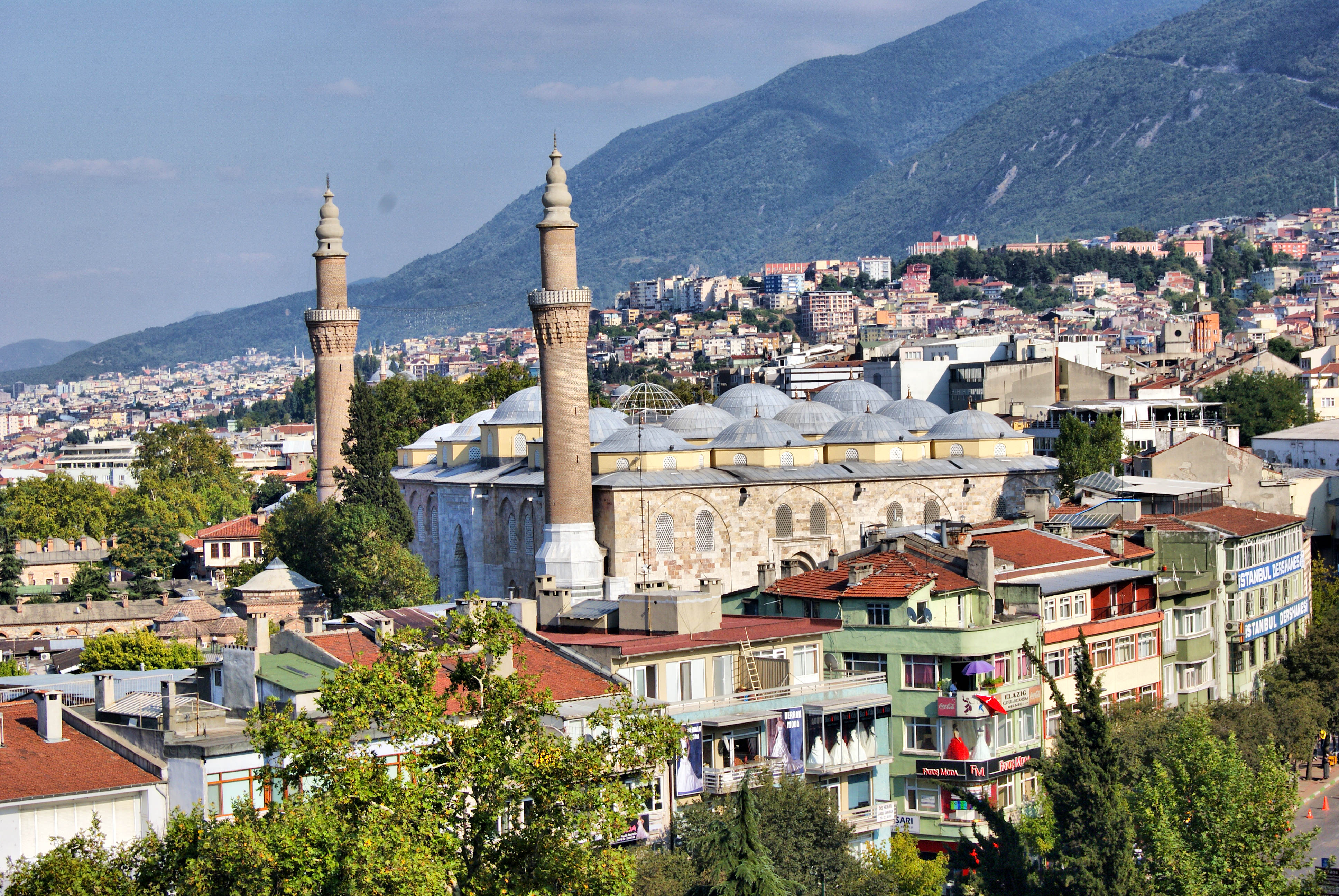
Marea Moschee din Bursa.

Stilul arhitectural otoman a evoluat din arhitectura selgiucidă dezvoltată la Bursa și Edirne. Caracteristica de bază a acestei perioade este apariția moscheilor cu domuri. Una dintre primele astfel de construcții cu domuri este Marea Moschee din Bursa. O altă moschee asemănătoare este Moscheea Veche din Edirne. Acest oraș a fost ultima capitală otomana înainte de Istanbul, și aici asistăm la etapele finale de dezvoltare arhitecturală care a culminat cu construirea celei mai mari moscheii de la Istanbul. Clădirile construite în Istanbul în perioada cuprinsă între captarea orașului și construcția Moscheii lui Baiazid al-II-lea sunt, de asemenea, considerate opere din perioada timpurie. Printre acestea se numără Moscheea Fatih (1470), Moscheea Mahmutpașa, Palatul de teracotă și Palatul Topkapi. Turcii au integrat moscheea în comunitate și i-au adăugat cu timpul bucatarii, școli teologice, spitale, băi turcești și morminte.

## Perioada clasică (1437-1703)

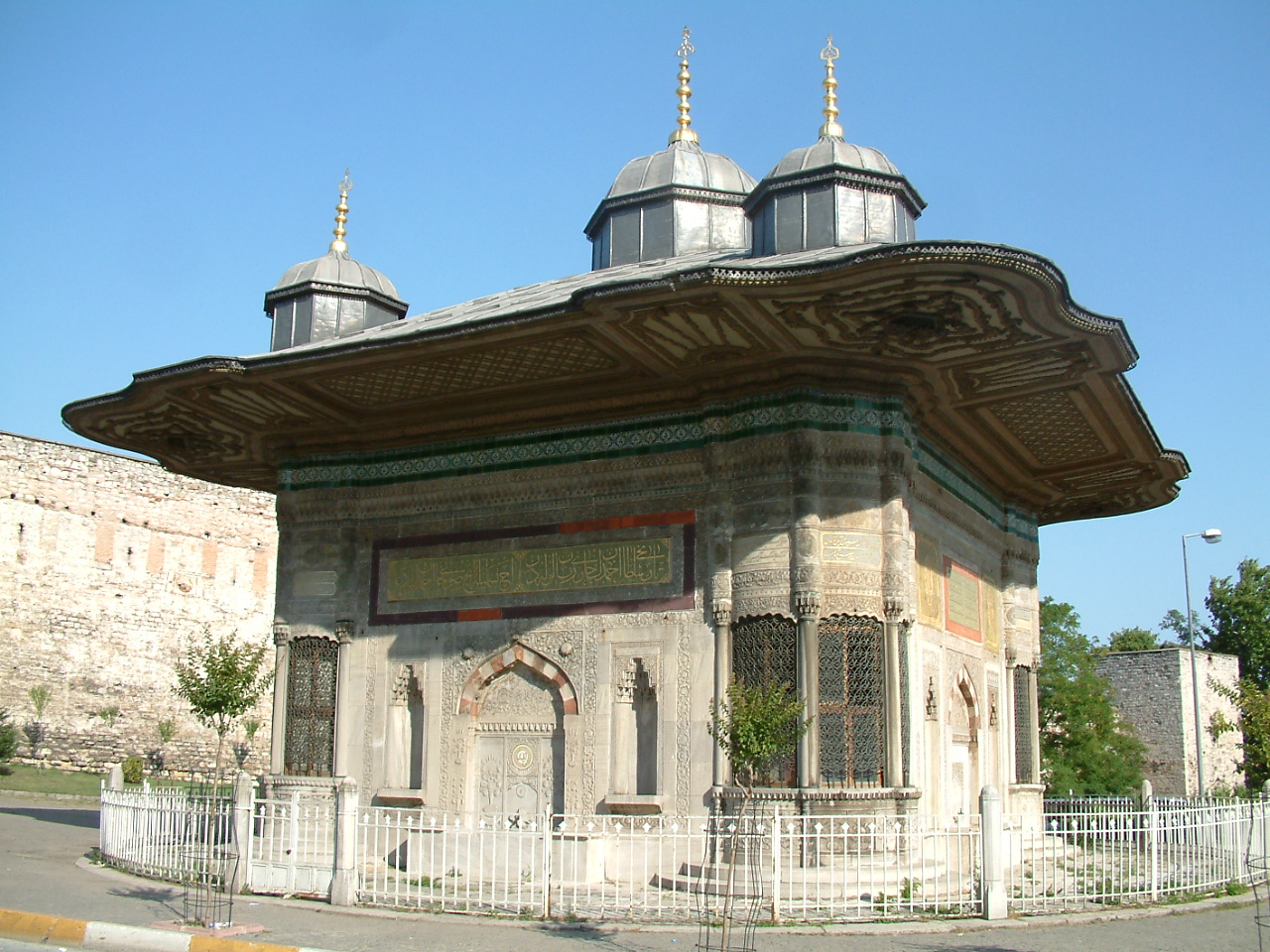
Fântâna sultanului Ahmed al III-lea.

Perioada clasică a arhitecturii otomane este într-o mare măsură o dezvoltare a abordărilor anterioare cum au evoluat dea lungul secolelor al XV lea si al XVI lea  și  începutul perioadei clasice, această perioadă este puternic asociată cu lucrările lui Mimar Sinan. În această perioadă, arhitectura otomană, în special cu lucrări, și sub influența lui Sinan, a văzut o unificare nouă, de armonizare a diferitelor părți arhitecturale, elemente si influente pe care arhitectura otomană le-a avut anterior absorbite, dar care nu au fost încă armonizate într-un întreg colectiv. Având în mare măsură la bază tradiția bizantină, și, în special influența marii catedrale bizantine Hagia Sophia, arhitectura clasică otomană a fost, ca și înainte, în cele din urmă un amestec de influente și adaptări. Cele mai emblematice structuri din această perioadă, moschei clasice proiectate de Sinan și de cei după el, au folosit o structură bazată pe cupola, similară cu cea de la Hagia Sophia, dar, printre altele, au schimbat proporțiile, au deschis  interiorul structurii și au eliberat din coloane și alte elemente structurale care rupeau  interiorul si al bisericii Hagia Sofia și al altor biserici bizantine, și au adăugat mai multă lumină, cu un accent mai mare pe  utilizarea dispozitivelor de iluminat și de umbra, cu un volum imens de ferestre . Aceste evoluții au fost ele însele, atât dintr-un amestec de influență de la Hagia Sophia și structuri similare bizantine, precum și ca urmare a evoluțiilor de arhitectură otomană din 1400.

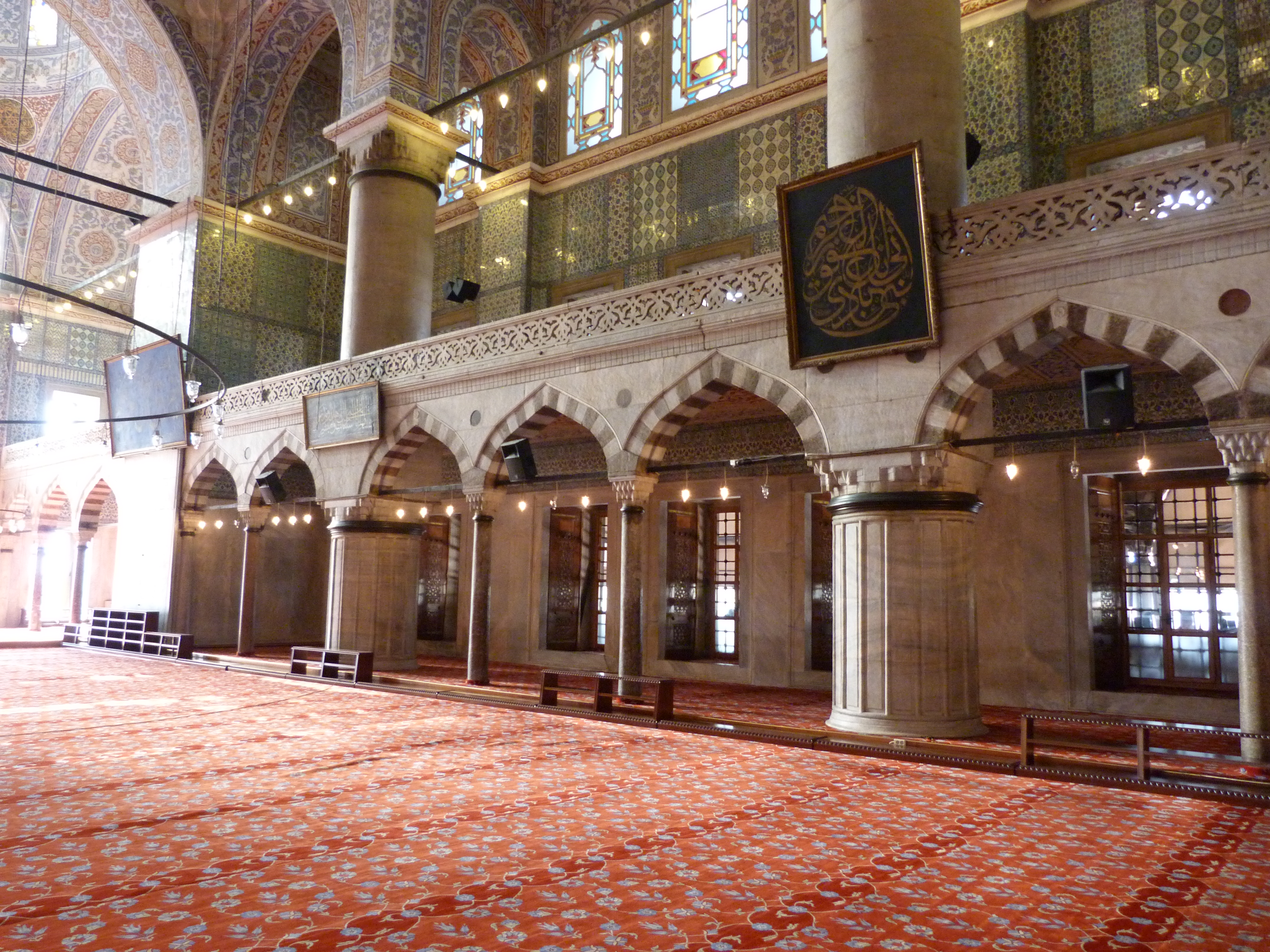
Galerie interioară din Moscheea Albastră.

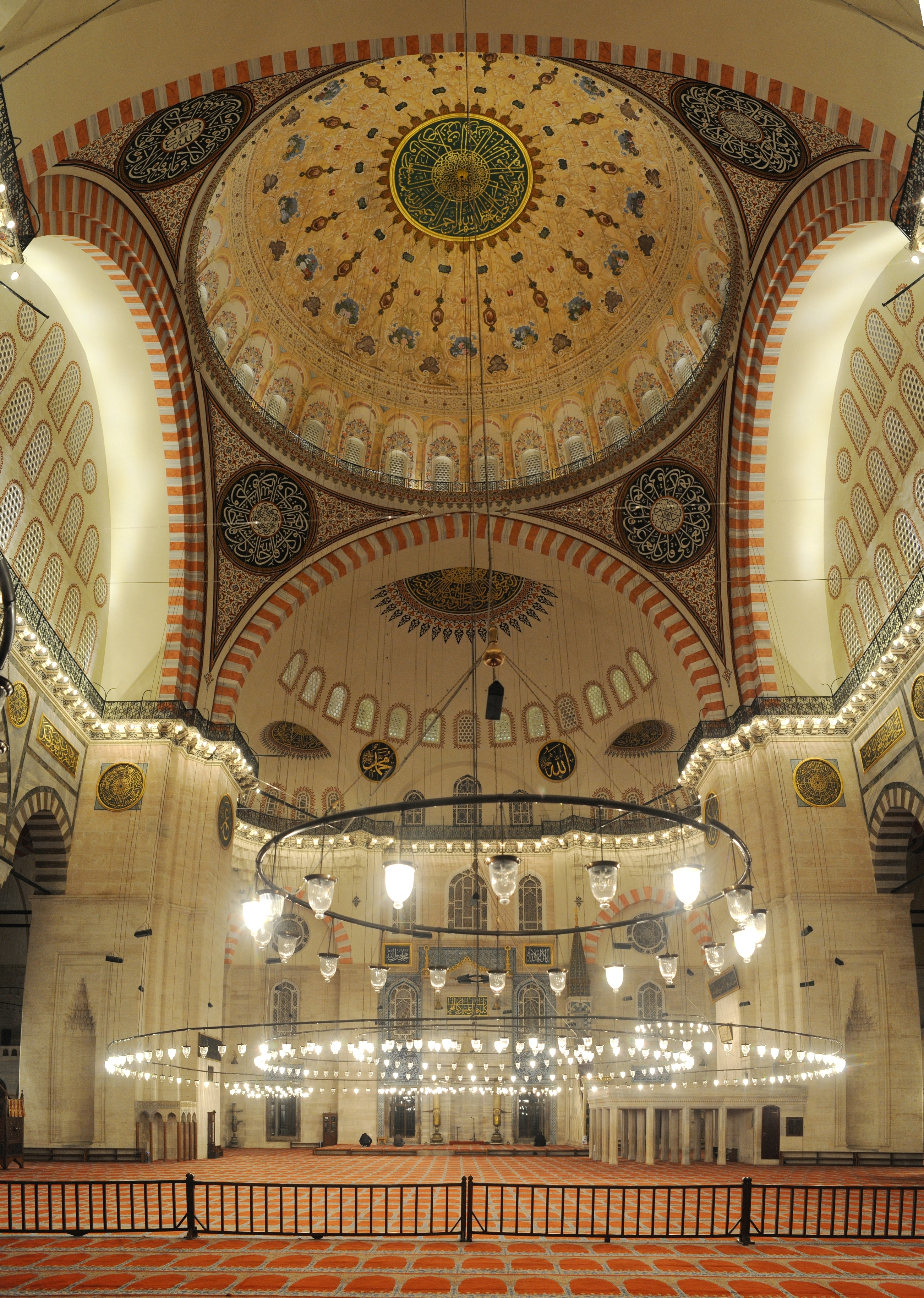
Interiorul moscheii sultanului Suleyman.

În timpul perioadei clasice planul mocheeilor s-a modificat pentru a include curți interioare și exterioare. Curtea interioară și moscheea au devenit astfel inseparabile.
Arhitectul maestru al perioadei clasice, Mimar Sinan, s-a născut în 1492 în Kayseri și a murit în Istanbul, în anul 1588. Sinan a început o nouă eră în arhitectură, creând aproximativ 380 de clădiri în diferite orașe. Prima lui lucrare importantă a fost Moscheea Șehzade finalizată în 1548. A doua lucrare importantă a fost Moscheea Suleymaniye și complexele legate de aceasta, construită pentru faimosul Soliman Magnificul. Moscheea Selimiye din Edirne, Moscheea lui Rüstem Pașa, Moscheea lui Mihriman Sultan, Moschei Ibrahimpașa, Kanuni Sultan Suleyman, Roxelana și mausoleumul lui Selim al II-lea se numără printre cele mai renumite lucrari ale lui Sinan. După moartea sa alți arhitecți, mulți fiind elevi ai săi, vor continua să construiască noi clădiri. Ultimele moschei importante construite în această perioadă sunt Moscheea Albastră și Moscheea Yeni din Istanbul.
Exemple de arhitectură otomană din perioada clasică, în afară de cele din Turcia, poat fi, de asemenea, văzute în Balcani, Ungaria, Siria, Egipt, Tunisia și Algeria, unde numeroase moschei, poduri, fântâni și școli au fost construite în timpul Imperiului Otoman.

## Perioada Lalelelor (1703-1757)

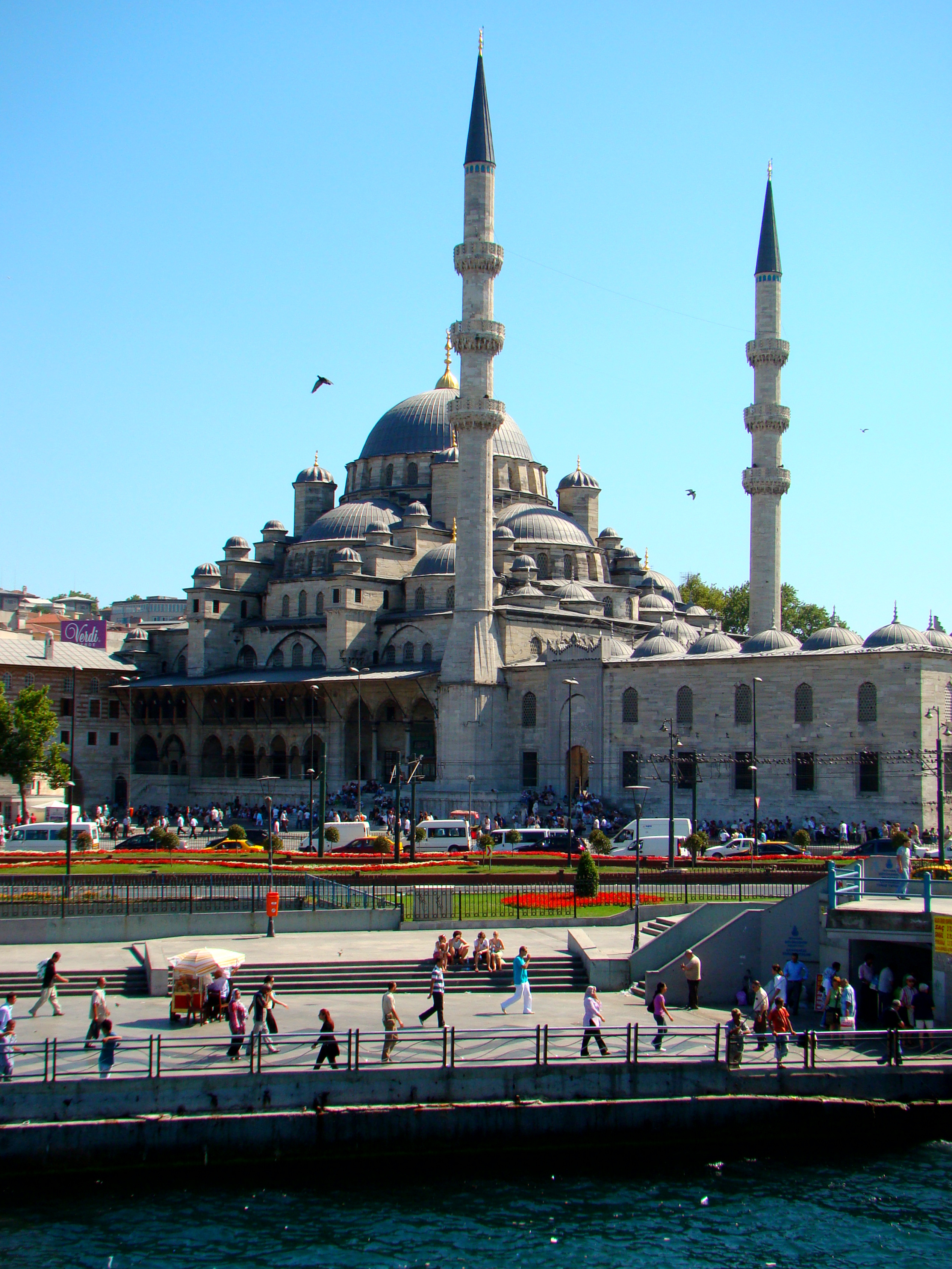
Moscheea Yeni din Istanbul.

Începând cu această perioadă, clasa superioară și elitele din Imperiul Otoman au început să folosească zonele deschise și  publice frecvent. Modul tradițional, introvertit al societății începe să se schimbe. Fântâni și reședințe, cum ar fi Aynalıkavak Kasrı au devenit populare. Un canal de apă, o zonă de picnic, s-au stabilit ca zonă de agrement. Deși perioada lalelelor s-a încheiat odată cu răscoala Halil, a devenit un model pentru atitudinia de occidentalizare. În timpul anilor 1720-1890  arhitectura otomană a deviat de la principiile de vremurile clasice. Cu moartea lui Ahmedal III-lea, Mahmud a luat scaunul de domnie (1730-1754). Acesta a fost perioadă în care au început să fie construite mochei in stil baroc.

## Perioada barocului (1757-1808)
Linii circulare, ondulate si curbate sunt predominante în structurile de această perioadă.
Exemple majore sunt Moscheea Nuruosmaniye, Moscheea Zeynep Sultan, Moscheea Laleli, Fatih Tomb, Laleli Çukurçeșme Inn, Birgi Çakırağa Mansion, Aynali Kavak, Taksim, Cazarma Selimiye.
Mimar Tahir este arhitectul cel mai important al acestui timp.

## Perioada Imperiului  (1808-1876)

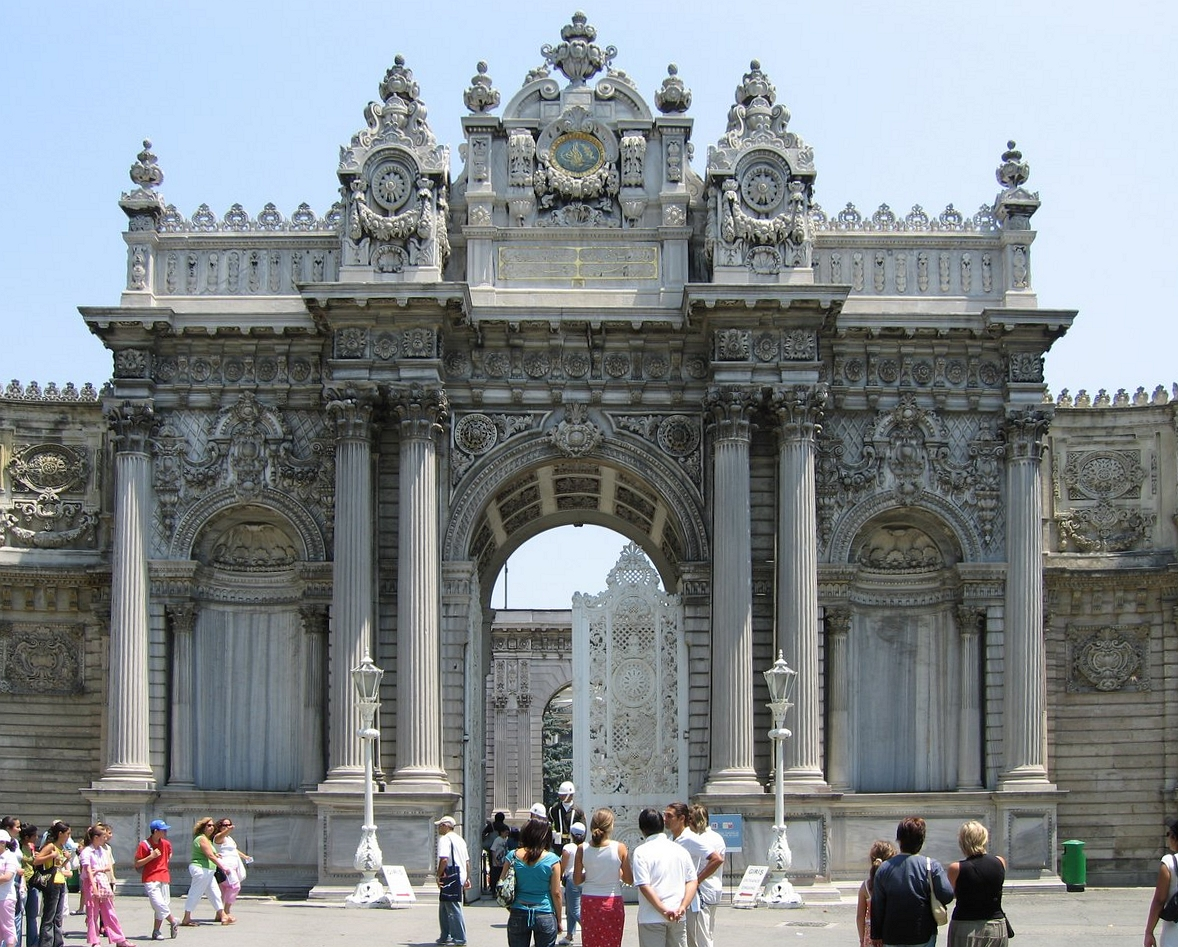
Poarta Palatului Dolmabahce.

Moscheea Nusretiye, Moscheea Ortaköy, Mahmut Tomb, Galata Lodge de Mevlevi Derviches, Palatul Dolmabahçe, Moscheea Dolmabahçe, Çırağan, Palatul Beylerbeyi, Sadullah Pasha Yalı, Kuleli Barracks sunt exemple importante ale acestui stil dezvoltat în paralel cu procesul de occidentalizare. Arhitectii din familia Balyan și frații Fossati au fost cei mai recunoscuți arhitecți ai acestei perioade.

## Perioada târzie (1876-1922)
Perioada finală a arhitecturii în Imperiul Otoman, dezvoltate după 1900 și, în special, a fost pusă în aplicare după ce turcii tineri a preluat puterea în 1908-1909, este ceea ce se numea atunci “Renașterea Națională de arhitectură” și care a dat naștere stilului, menționate pentru  stilul de abordare în această perioadă, a fost un stil de renaștere otoman, o reactie la influențe în ultimii 200 ani, care au ajuns să fie considerate “străine”, cum ar fi arhitectura barocă și neoclasică, și a fost destinat să promoveze patriotismul otomane și identitate de sine.  Aceasta a fost de fapt un stil cu totul nou de arhitectura, legate de arhitectura otomana , mai degrabă, în același mod a fost de aproximativ alte contemporane “renașterea” arhitecturi, cum ar fi arhitectura gotic, referitoare la inspirațiile lor stilistice. Ca și in alte arhitecturi “renașterea”, “renașterea otomană ” arhitectura din această perioadă a fost bazat pe tehnicile de construcție moderne si a materialelor, cum ar fi beton armat, fier, oțel, și, adesea, acoperișuri din sticlă, și, în multe cazuri folosit ceea ce a fost în esență, o structură de Beaux-Arts, cu motive stilistice pasive asociate cu arhitectura originala din care a fost inspirat. Aceasta s-a axat spre exterior pe forme și motive care să fie văzut în mod tradițional “otoman”, cum ar fi arcade amintit, decorațiuni bogate, ornamentate din faianță , console largi cu acoperiș cu paranteze justificative, domuri peste turnuri sau colturi.
Inițial, acest stil a fost menit să promoveze patriotismul și identitatea istorică multietnică a Imperiului Otoman, dar de la sfârșitul Primului Război Mondial și de la crearea Republicii Turcia, a fost adoptat de către naționaliștii republicani turci, care au promovat valorile acestui stil. Printre cele mai importante construcți ale arhitecturii otomane postimperiale se numără Moscheea Kocatepe din Ankara și Moscheea Sabanci Merkez din Adana.

## Exemple de monumente de arhitectură otomană din afara Turciei

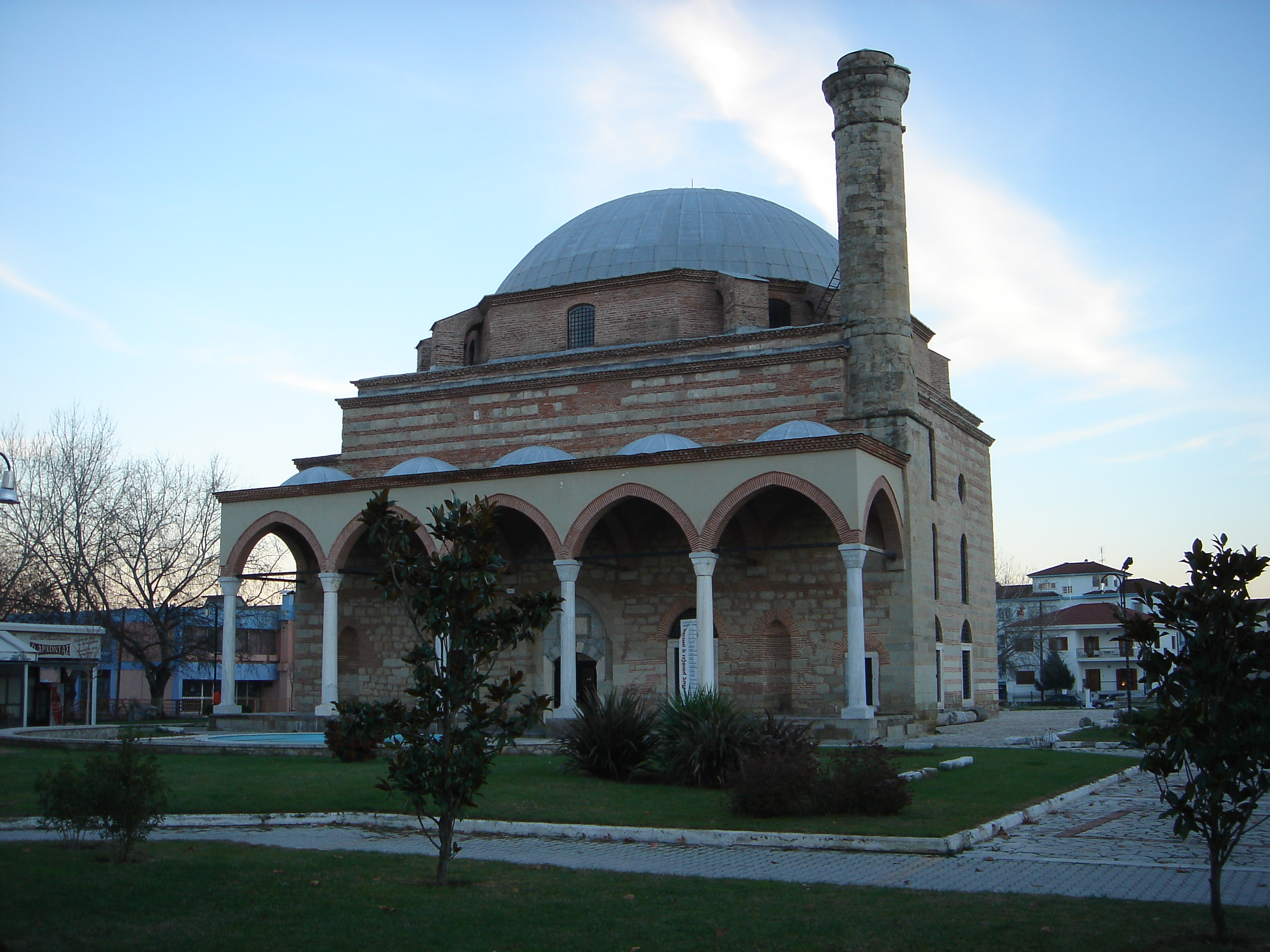
Moscheea Korusoum, Trikala, Grecia.
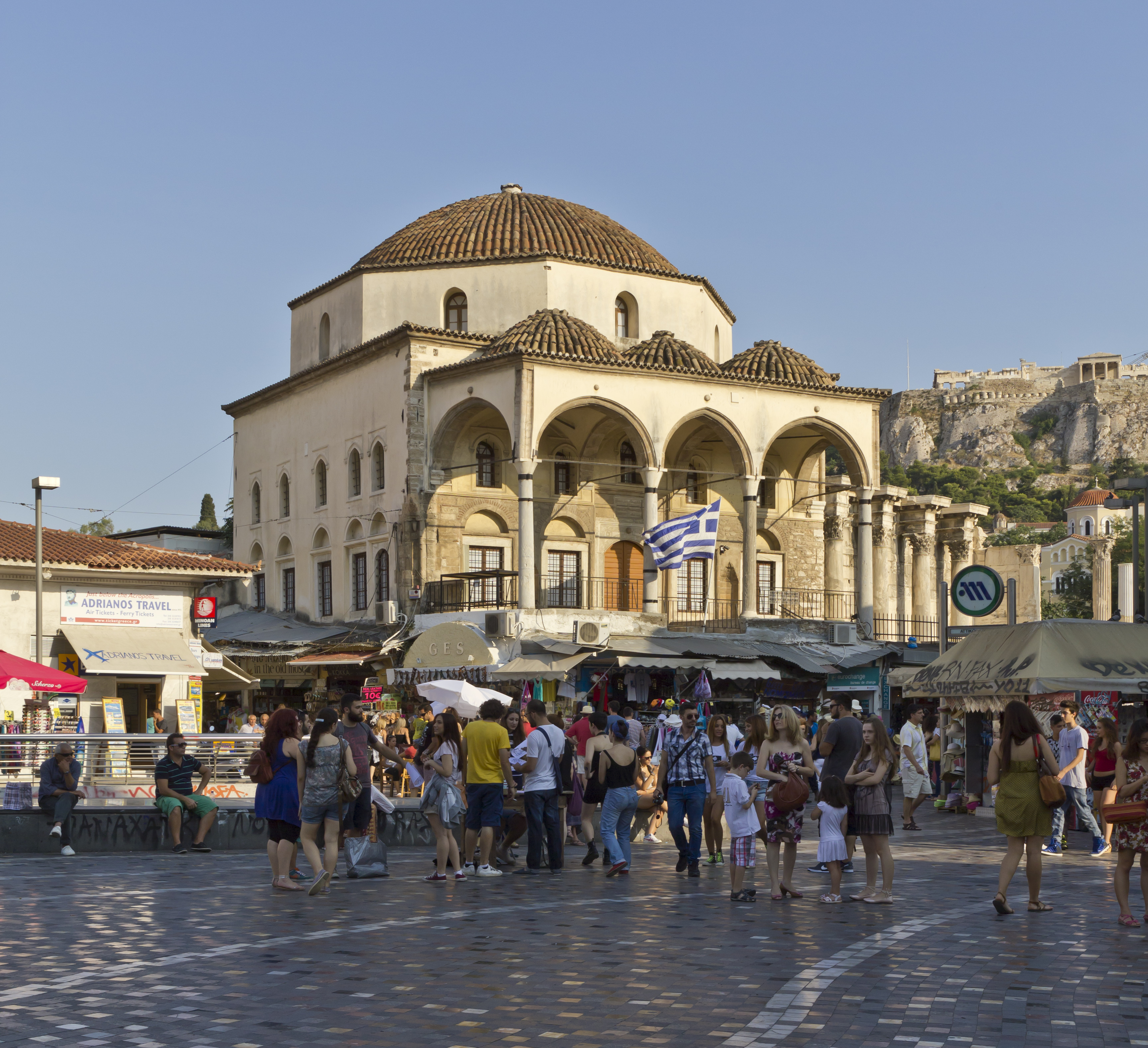
Moscheea Tsisdarakis, Atena, Grecia.
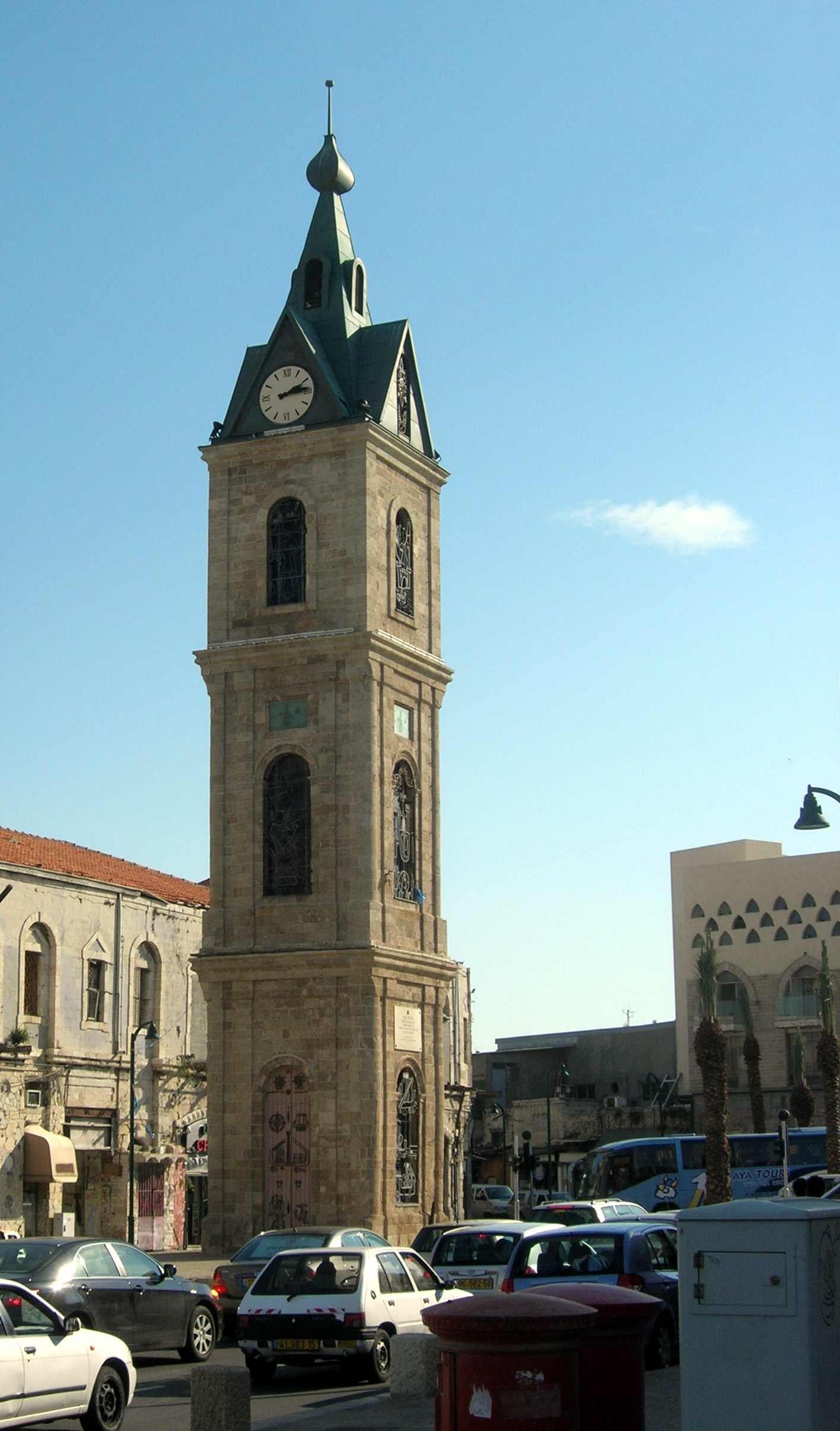
Turnul cu ceas din Jaffa, Israel.
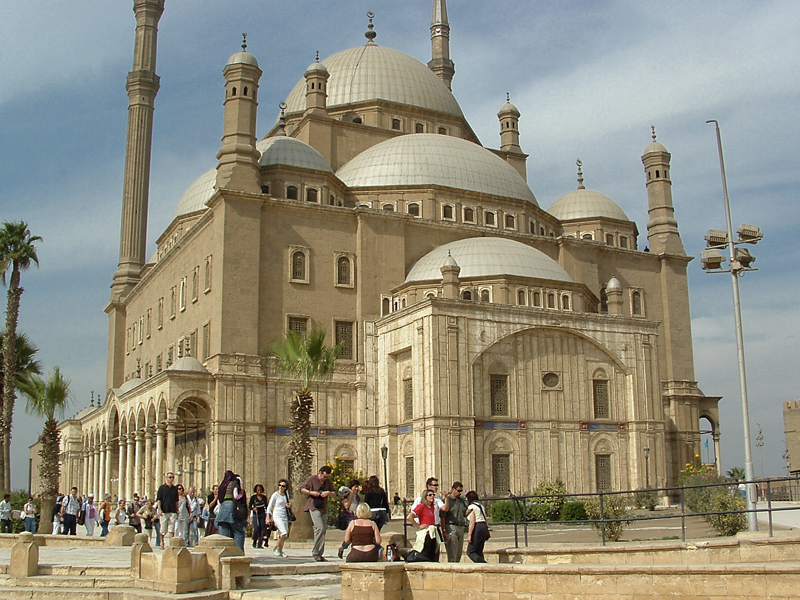
Moscheea de Alabastru, Cairo, Egipt.
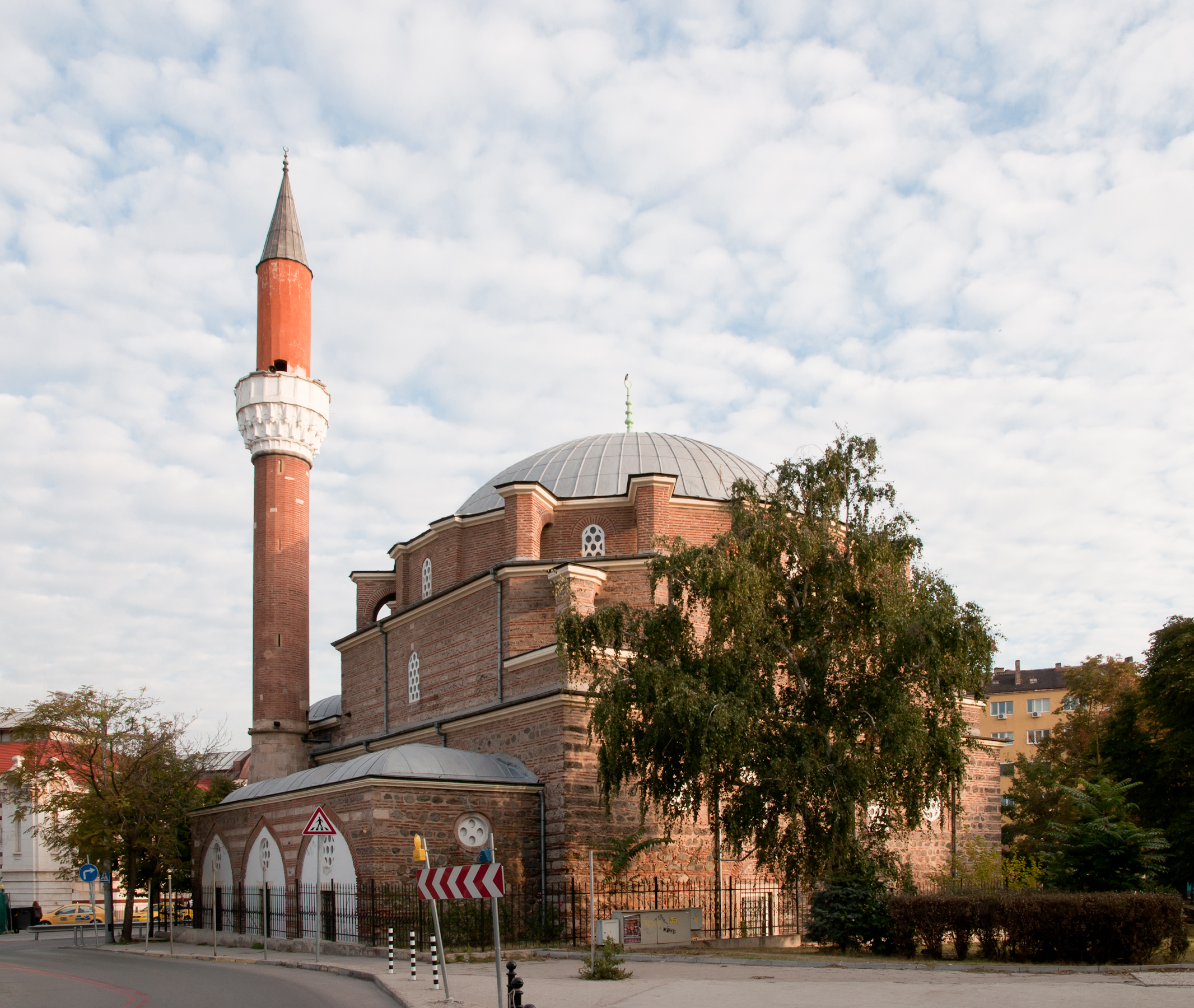
Moscheea Bany Bashi, Sofia, Bulgaria.
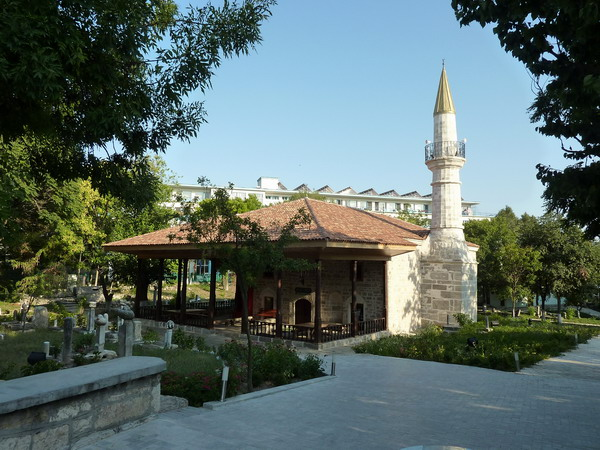
Moscheea Esmahan, Mangalia, România.
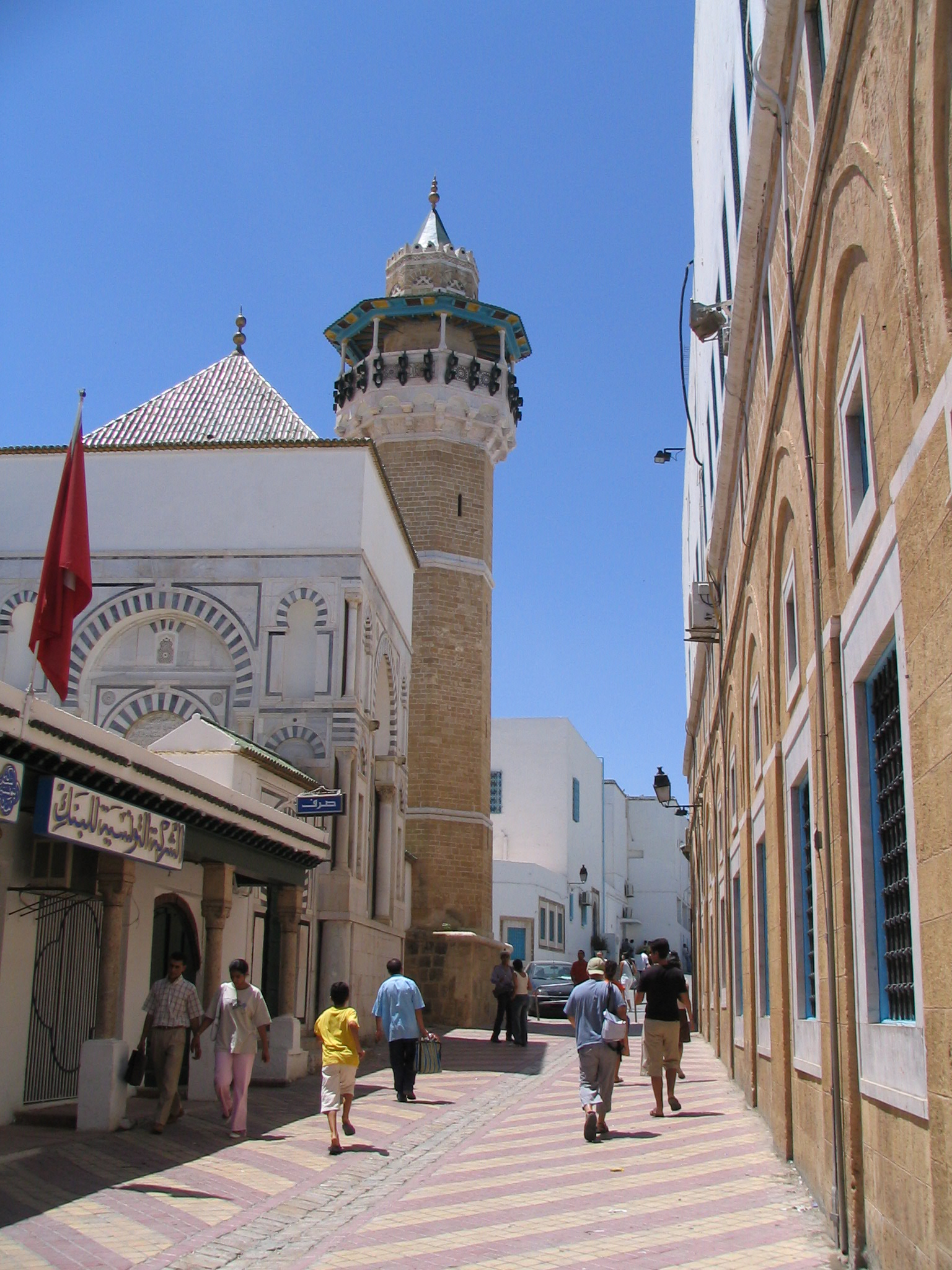
Moscheea Yussef Dey, Tunis, Tunisia.
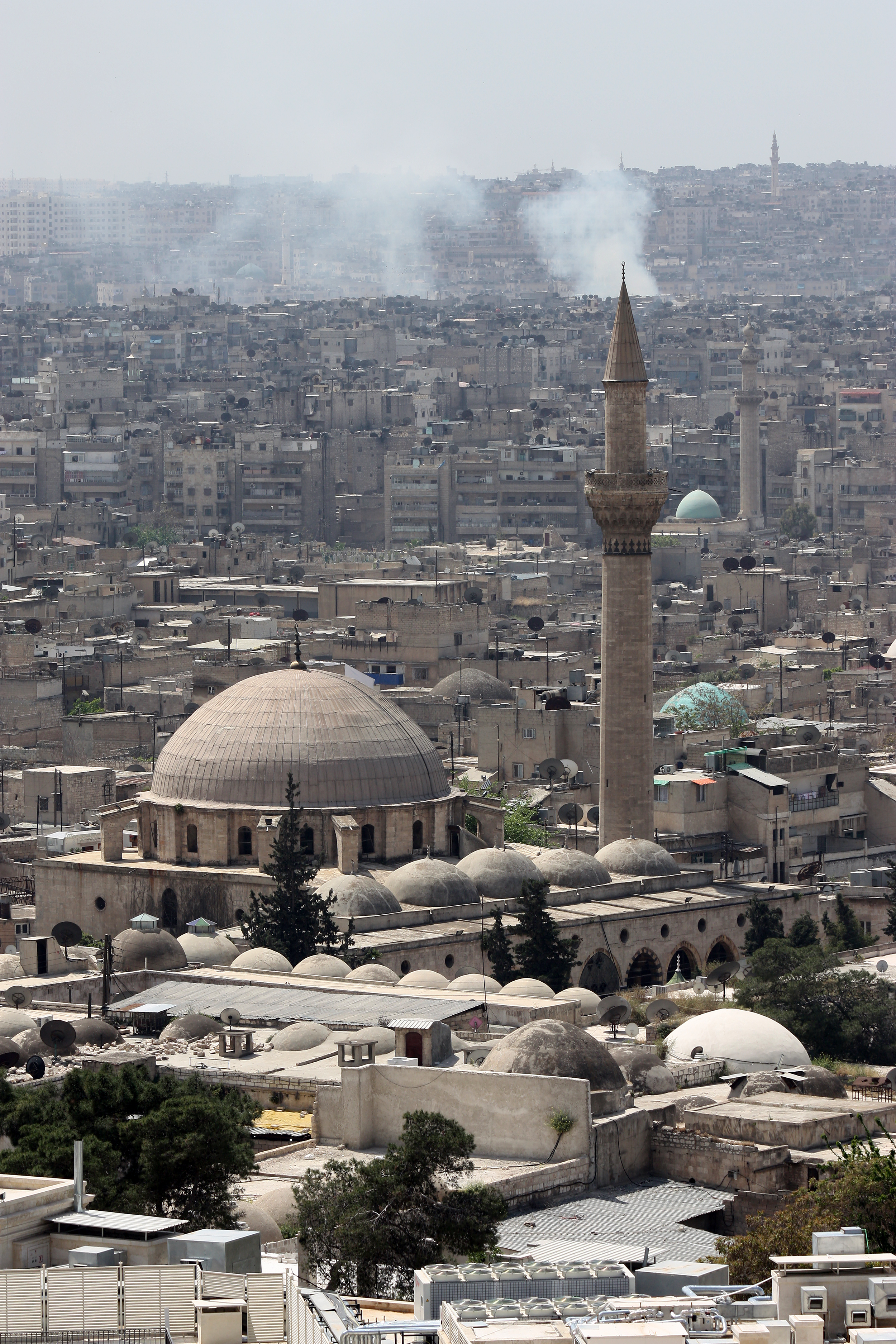
Moscheea Al-Adiliyah, Alep, Siria.
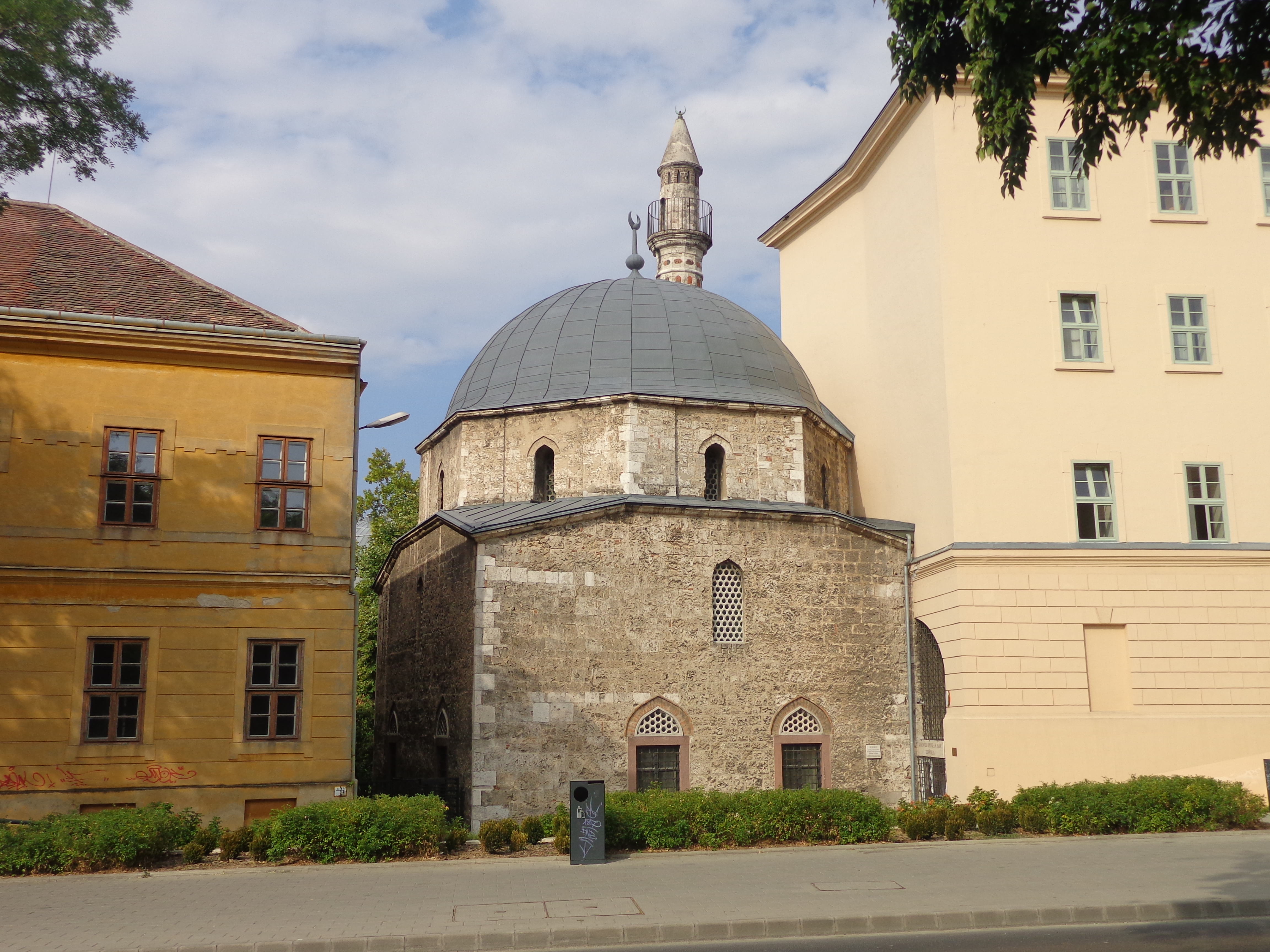
Moscheea Yakovali Hassan, Pécs, Ungaria.
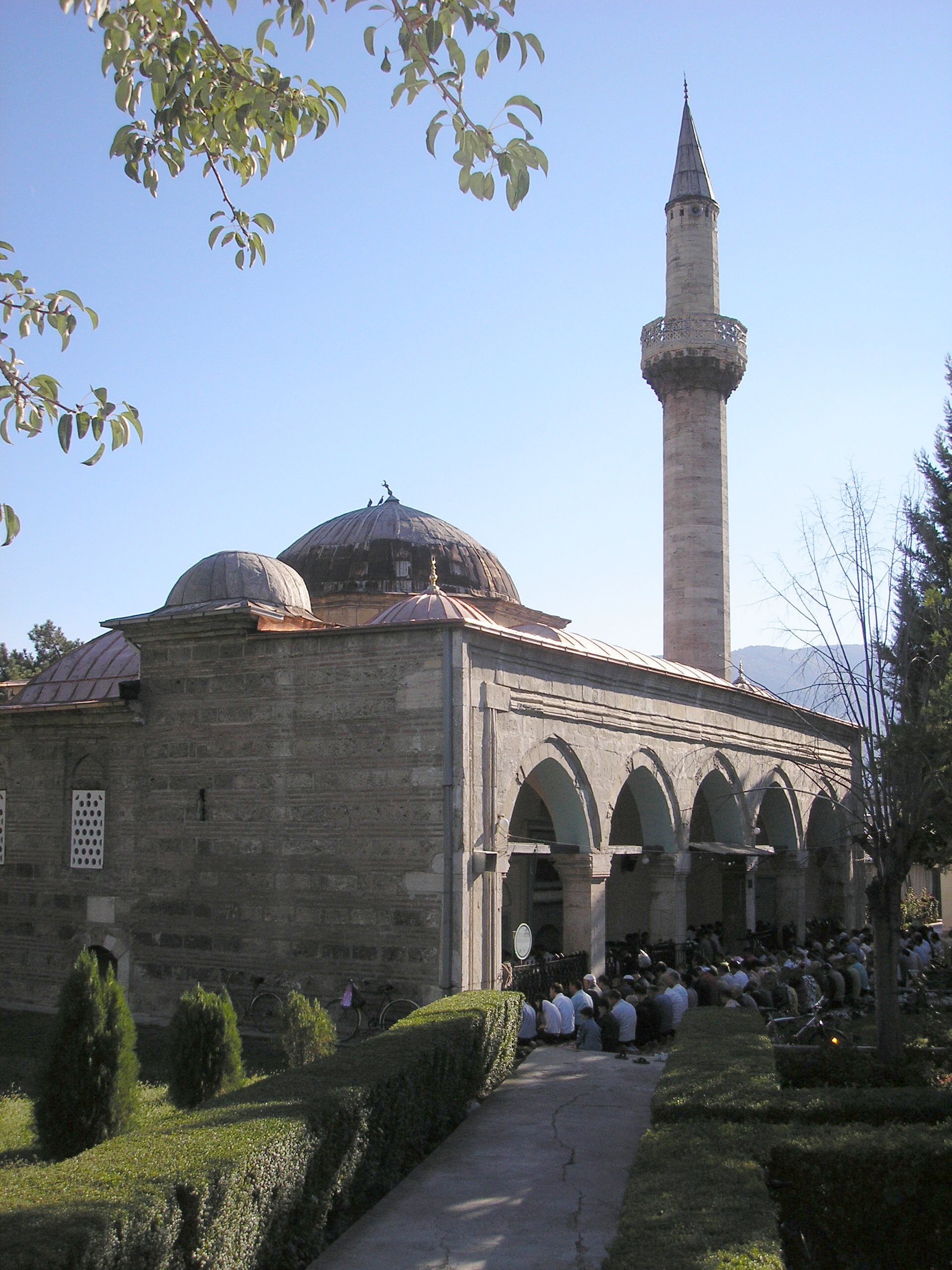
Moscheea Aladja, Skopje, Macedonia.
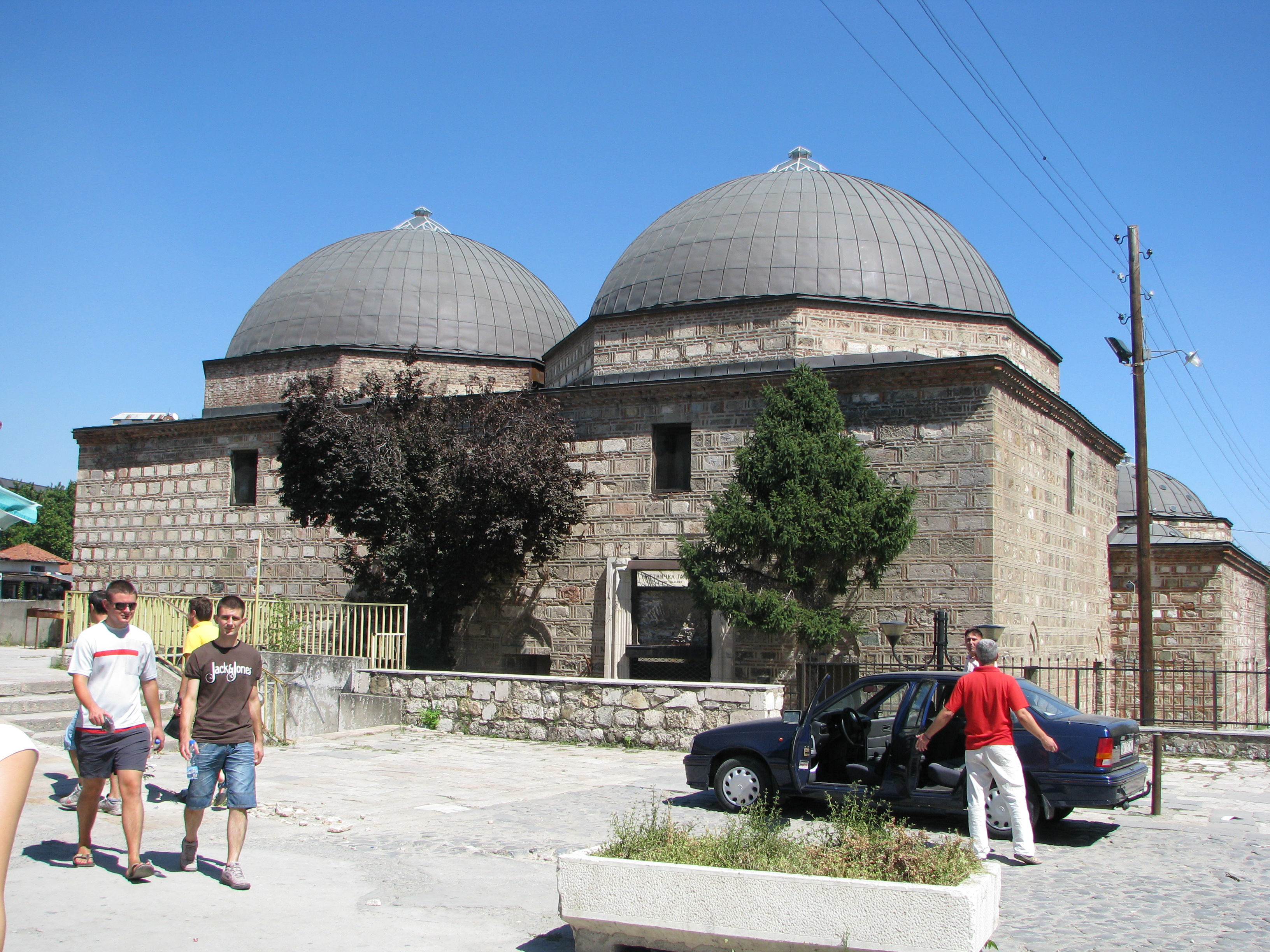
Daut Pasha Hamam, Skopje, Macedonia.
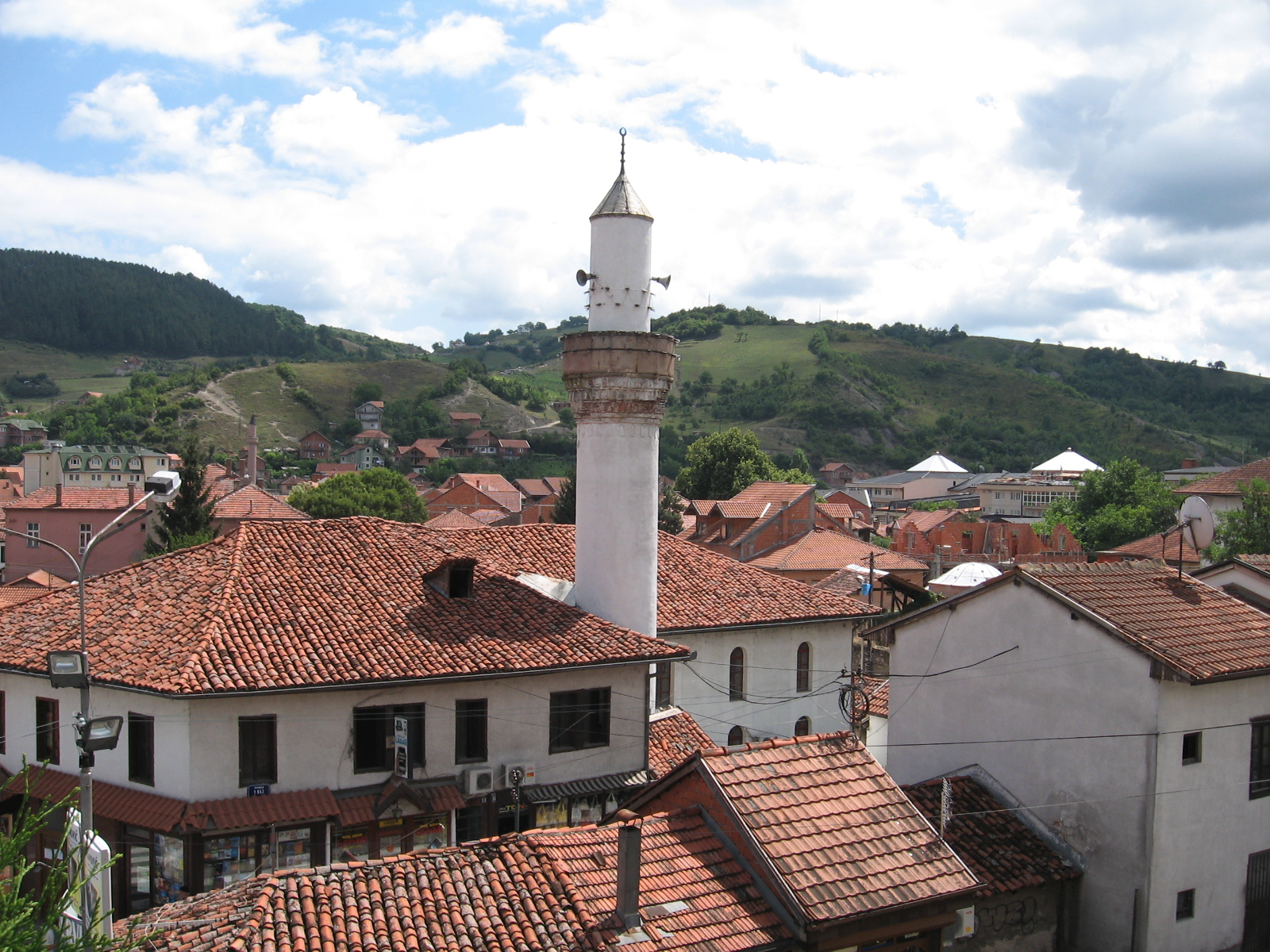
Moscheea Arap, Novi Pazar, Serbia.
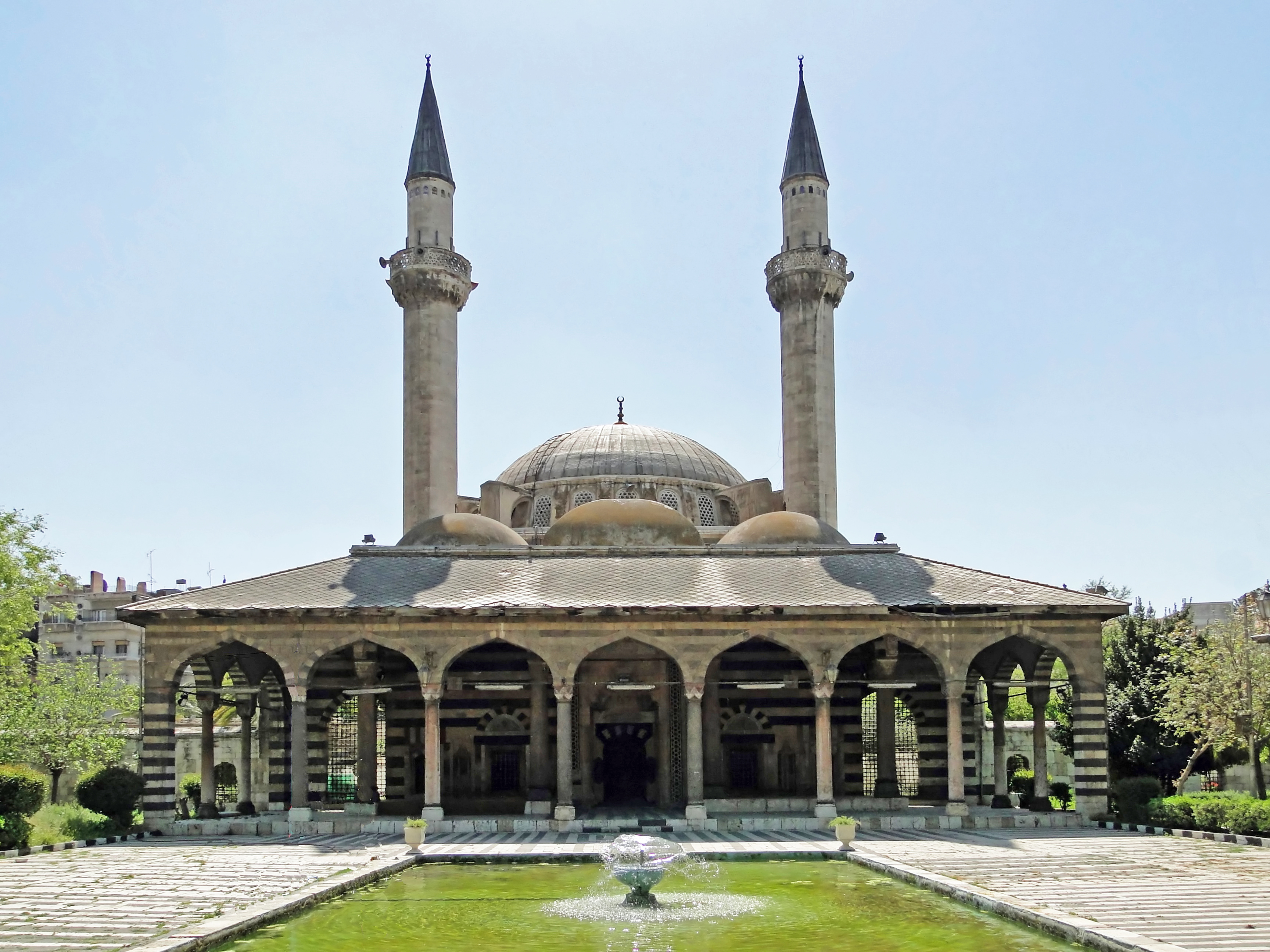
Moscheea Tekkyie, Damasc, Siria.
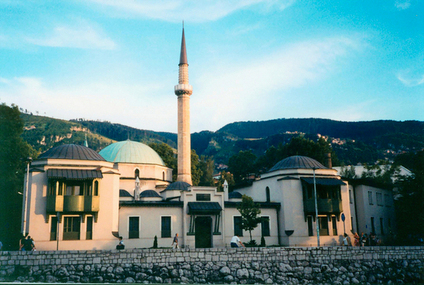
Moscheea Împăratului, Banja Luka, Bosnia şi Herțegovina.